# Lilium wallichianum var. neilgherrense
Lilium wallichianum var. neilgherrense é uma variedade biológica da planta com flor, pertencente à família Liliaceae.
A planta é endêmica da Índia, com ocorrências na província de Karnataka, florescendo a uma altitude de 1 100-2 500 metros.